# Inexorable
Inexorable és una pel·lícula de thriller belgofrancesa del 2021 escrita per Joséphine Darcy Hopkins i Fabrice du Welz, que també n'és el director. La pel·lícula és protagonitzada per Benoît Poelvoorde, Alba Gaïa Bellugi, Mélanie Doutey, Jackie Berroyer i Anaël Snoek. La pel·lícula es va estrenar al 47è Festival de Cinema Americà de Deauville el setembre de 2021. S'ha doblat i subtitulat al català.

## Repartiment
- Benoît Poelvoorde
- Alba Gaïa Bellugi
- Mélanie Doutey
- Jackie Berroyer
- Anaël Snoek as Paola

## Rebuda
El lloc web de l'agregador de ressenyes Rotten Tomatoes va informar que el 69% de les 13 ressenyes de la pel·lícula van ser positives.